# Chorisoneura gemmicula
Chorisoneura gemmicula es una especie de cucaracha del género Chorisoneura, familia Ectobiidae. Fue descrita científicamente por Hebard en 1920.
Habita en Panamá.